# Zoanthoecus scrobisaccus
Zoanthoecus scrobisaccus is een kreeftachtigensoort uit de familie van de Lauridae. De wetenschappelijke naam van de soort is voor het eerst geldig gepubliceerd in 1990 door Grygier.